# Vlaggetjesdag

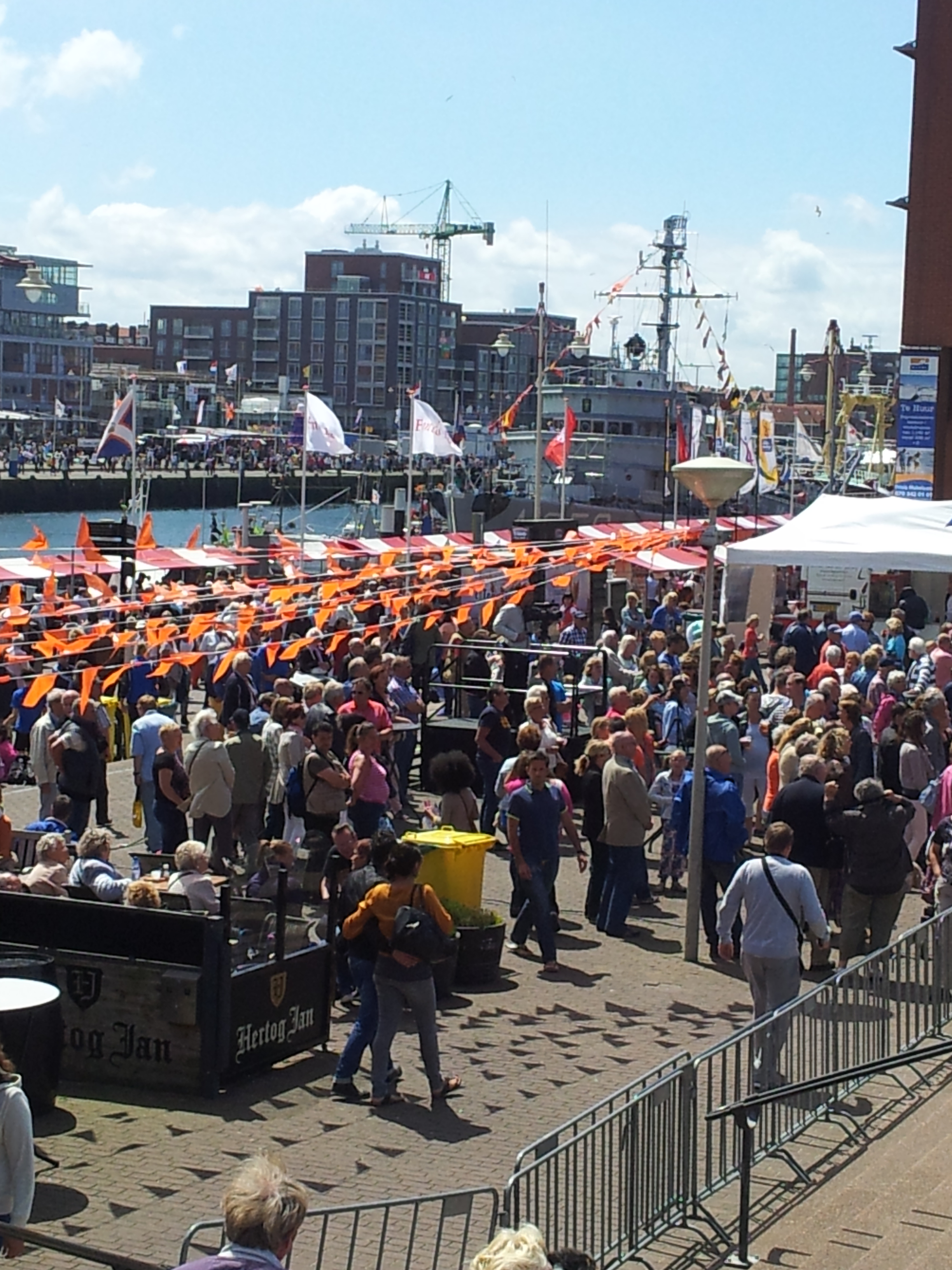
Vlaggetjesdag 2014, Scheveningen

Il Vlaggetjesdag (in olandese, giorno della bandiera) era una festa celebrata nei porti di IJmuiden, Scheveningen e Vlaardingen il sabato prima di Pentecoste. Le barche dei pescatori esponevano il gran pavese (da qui il nome di giorno della bandiera) ed i logger, tradizionali barche da pesca a vela, facevano la prima uscita di prova in mare dopo il fermo invernale. Nei giorni immediatamente successivi la Pentecoste i pescherecci uscivano in mare per iniziare la pesca dell aringhe. Alla fine degli anni sessanta, con l'avvento di pescherecci più moderni ed il cambiamento delle tecniche di pesca, il Vlaggetjesdag perse il suo significato originale.
Oggi il Vlaggetjesdag è celebrato a Scheveningen, ma non rappresenta più l'inizio della stagione della pesca dell'aringa, ma l'arrivo delle Hollandse nieuwe. Il primo barile di aringhe prodotte viene battuto all'asta uno dei giorni precedenti al Vlaggetjesdag, a Scheveningen, ed il ricavato viene devoluto in beneficenza. Fino al 2005 il Vlaggetjesdag veniva celebrato, come da tradizione, il Sabato prima della Pentecoste. Poi, a partire dal 2006, la data è stata decisa in base alla maturazione delle prime Hollandse nieuwe, che può variare di anno in anno. Da allora la data viene decisa dai commercianti coinvolti della vendita delle aringhe. Ai giorni d'oggi altri Vlaggetjesdag vengono celebrati in altre località dei Paesi Bassi (ad esempio Zoutkamp e Urk), tuttavia è quello di Scheveningen il più famoso e frequentato.